# Маккарти, Кевин (политик)
Кевин Оуэн Маккарти (англ. Kevin Owen McCarthy; род. 26 января 1965, Бейкерсфилд) — американский политик. 55-й Спикер Палаты представителей США с 7 января по 3 октября 2023 года. Член Республиканской партии.
Был председателем Национальной федерации молодых республиканцев Калифорнии и Национальной федерации молодых республиканцев. Маккарти был представителем в Ассамблее штата Калифорния с 2002 по 2006 год, последние два года в качестве лидера меньшинства. Был избран в Палату представителей США в 2006 году. Маккарти избрали руководителем Палаты представителей на второй срок на посту главного заместителя председателя от республиканской партии с 2009 по 2011 год.
Когда республиканцы выиграли большинство мест в конгрессе в 2011 году, он стал партийным организатором большинства Палаты представителей с 2011 по август 2014 года. Впоследствии был избран лидером большинства в Палате представителей. 7 января 2023 года после долгих голосований и переговоров стал 55-м спикером Палаты представителей. Будучи спикером, Маккарти столкнулся с кризисом лимита госдолга, который был разрешен принятием закона, отменяющего лимит госдолга до 2025 года.
В сентябре 2023 года Маккарти совместно с демократами в Палате представителей принял закон для предотвращения приостановки работы правительства США, после чего республиканский конгрессмен подал ходатайство об освобождении Маккарти от должности спикера. 3 октября 2023 года большинство Конгресса (все демократы и 8 республиканцев) проголосовал за его освобождение от роли спикера. В конце того же года Маккарти покинул Палату представителей.  

## Ранние годы и образование
Родился 26 января 1965 года в Бейкерсфилде, штат Калифорния, в семье Роберты Дарлин (урождённая Палладино; род. 16 ноября 1940), домохозяйки и Оуэна Маккарти (12 июня 1941 — 28 января 2000), помощник начальника городской пожарной охраны. Житель округа Керн в четвёртом поколении. Его дед по материнской линии был итальянским иммигрантом, а дед по отцовской линии — ирландцем. Маккарти — первый республиканец в своей семье, так как его родители были членами Демократической партии. Учился в Калифорнийском государственном университете в Бейкерсфилде, где получил степень бакалавра наук по маркетингу в 1989 году и степень магистра делового администрирования в 1994 году.

## Ранняя политическая карьера
С 1987 по 2002 год работал в офисе конгрессмена Билла Томаса. В 1995 году был председателем Общества молодых республиканцев Калифорнии. С 1999 по 2001 год — председатель Национальной республиканской федерации молодёжи. С конца 1990-х до 2000 года был окружным представителем Билла Томаса. В 2000 году победил на своих первых выборах в качестве попечителя округа Кернского муниципального колледжа. С тех пор Томас критиковал Маккарти в многочисленных интервью. В 2002 году был избран депутатом Ассамблеи штата Калифорния. В 2006 году был избран в Палату представителей США.

## Работа в конгрессе США

### Результаты выборов
2006
Маккарти участвовал в праймериз республиканцев в 22-м округе Калифорнии после того, как его бывший босс Билл Томас вышел на пенсию. Он выиграл трёхсторонние республиканские праймериз — настоящее соревнование в этом сильно республиканском округе — с 85 процентами голосов. Затем он выиграл всеобщие выборы, набрав в своём округе 70,7 % голосов.
2008
Маккарти победил на перевыборах, не имея оппонентов на выборах.
2010
Ни одна партия не выдвинула соперника, и Маккарти выиграл третий срок, набрав 98,8 % голосов, при этом оппозиция исходила только от кандидатов, которых вписали сами голосующие.
2012
Повторное определение избирательных округов перед выборами 2012 года привело к изменению нумерации округа Маккарти на 23-й округ. Он стал несколько более компактным, потеряв свою долю Центрального побережья, захватив большую часть округа Туларе. Этот округ был столь же сильно республиканским, как и его предшественник, и Маккарти выиграл четвёртый срок, набрав 73,2 % голосов против 26,8 % за независимого оппонента без партийных предпочтений Терри Филлипса. Район расположен в Бейкерсфилде и включает в себя большие части округов Керн и Туларе, а также часть сообщества Quartz Hill на северо-западе округа Лос-Анджелес.
2014
На выборах 2014 года Маккарти столкнулся на своём округе с кандидатом от Демократической партии впервые с момента его первой попытки избраться на этот пост — Раулем Гарсией. Однако Маккарти был переизбран с 74,8 % голосов.
2016
Маккарти переизбрался на шестой срок в 2016 году, набрав 69,2 % голосов на всеобщих выборах; противостоящий кандидат Венди Рид, кандидат от Демократической партии, получила 30,8 % голосов.
2018
Маккарти был переизбран на седьмой срок, набрав 64,3 процента голосов, а кандидат от демократов Татьяна Матта получила 35,7 процента голосов.
2020
Маккарти был переизбран на восьмой срок, набрав 62,1 процента голосов, а кандидат от Демократической партии Ким Мангоне получил 37,9 процента голосов.
2022
Маккарти победил кандидата от демократов Марису Вуд, выиграв переизбрание в 2022 году, набрав 67,2% голосов.

### Ранние руководящие должности
Как конгрессмен-первокурсник Маккарти был назначен в Республиканский руководящий комитет. Лидер Республиканской партии Джон Бонер назначил его председателем комитета Республиканской платформы во время встреч комитета в Миннеаполисе в августе 2008 года, на которых была разработана Платформа Республиканской партии на 2008 год. Он также был одним из трёх членов-учредителей Программы Республиканской партии «Молодое оружие».
После выборов 2008 года он был выбран главным заместителем представителя меньшинства, занимая высшую должность на республиканской конференции Палаты представителей. Его предшественник Эрик Кантор был назначен партийным организатором.

### Работа партийным организатором
17 ноября 2010 года республиканская конференция Палаты представителей избрала его кандидатом в депутаты Палаты представителей на 112-м Конгрессе. На этом посту он занимал третье место в рейтинге республиканцев после спикера Палаты представителей Джона Бонера и лидера большинства Эрика Кантора. В августе 2011 года Маккарти и Кантор возглавили делегацию из 30 республиканцев-членов Конгресса в Израиль, где некоторые члены приняли участие в ночном купании в Галилейском море, в том числе — представитель Канзаса Кевин Йодер, который плавал обнаженным. Когда Маккарти и Кантор позже узнали о плавании, они «пришли в ярость» и обеспокоились негативным освещением новостей, и «созвали собрание только для членов группы на следующее утро, чтобы сделать выговор группе — как тем, кто плавал, так и тем, кто воздержался».
В 2012 году офис Маккарти сообщил о том, что он потратил 99 000 долларов на выпечку, воду в бутылках и другие продукты питания, что сделало его членом Палаты с самыми высокими расходами в этой категории.

### Работа лидером большинства в конгрессе
Кантор проиграл праймериз в июне 2014 года и объявил, что уйдёт с поста руководителя большинства Палаты представителей в конце июля. Маккарти стремился сменить Кантора, и после некоторых предположений, что представители Пит Сешнс и Джеб Хенсарлинг бросят ему вызов, оба отказались от участия, оставив для Маккарти ясный путь стать лидером большинства Палаты представителей. 13 июня представитель Рауль Лабрадор объявил, что он также будет добиваться руководящей должности. 19 июня Республиканская конференция избрала Маккарти лидером большинства.
По данным Школы по связям с общественностью Хамфри при Миннесотском университете, Маккарти является лидером большинства с наименьшим сроком пребывания в должности за всю историю Палаты представителей. Когда он вступил в должность в июле 2014 года, он проработал всего семь лет, шесть месяцев и 29 дней, что является наименьшим опытом среди руководителей в истории Палаты более чем на год.
Когда Маккарти занял пост лидера большинства, в его офисе оставались четыре сотрудника своего предшественника, включая заместителя главы администрации Нила Брэдли, который работал на этой должности уже при третьем руководителе большинства.
Маккарти в течение многих лет подвергался критике за то, что он избегал встреч и городских мероприятий с избирателями в своем избирательном округе.
В декабре 2017 года Маккарти проголосовал за республиканское налоговое законодательство Палаты представителей. После голосования Маккарти попросил своих избирателей: «Приходите в феврале, проверьте свой чек, потому что это будет повышение зарплаты за голосование Дональда Трампа».

### Неудачная попытка 2015 года избраться на пост спикера Палаты представителей
25 сентября 2015 года Джон Бонер объявил о дате выхода в отставку с поста спикера — 30 октября 2015 года. Многие СМИ предполагали, что Маккарти, скорее всего, заменит его, а сам Бонер заявил, что Маккарти «станет отличным оратором». Он был предполагаемым преемником уходящего спикера. 28 сентября Маккарти официально объявил о своей кандидатуре. Проработав в Конгрессе менее девяти лет, Маккарти был бы спикером с наименьшим количеством времени пребывания в Конгрессе с 1891 года.
29 сентября 2015 года в интервью Fox News Шону Хэннити Маккарти спросили, чего добились республиканцы в Конгрессе. Он ответил, рассказав о расследовании специальной комиссией Палаты представителей нападения в Бенгази в 2012 году (когда исламские боевики напали на американский дипломатический комплекс в Бенгази, Ливия). Республиканцы заявили, что цель финансируемого правительством комитета заключалась исключительно в расследовании смертей четырёх американцев. Но Маккарти сказал: «Все думали, что Хиллари Клинтон непобедима, верно? Но мы создали специальный комитет Бенгази, специальный комитет. Каковы её цифры сегодня? Её цифры падают. Почему? Потому что она ненадёжна. Но никто бы не знал. все это произошло бы, если бы мы не интересовались». Комментарий был воспринят как признание того, что расследование было пристрастным политическим мероприятием, а не расследованием по существу. Некоторые комментаторы описали его замечание как классическую «оплошность Кинсли» (определяемую как случай, когда политик говорит правду). Это замечание также было описано как оплошность из разряда «тихая часть громкой речи». Несколько дней спустя Маккарти извинился за замечания и сказал, что комиссия в Бенгази не была политической инициативой.
8 октября 2015 года, когда республиканцы готовились к голосованию, Маккарти неожиданно выбыл из гонки, заявив, что республиканцам нужно новое лицо, которое могло бы объединить фракцию, и «я не тот парень». Сообщается, что он выбыл после того, как осознал что у него не было 218 голосов, необходимых для избрания спикером. Маккарти оставался лидером большинства. Оплошность Бенгази способствовала его решению отказаться от участия в гонке, что Маккарти признал, объявив о своём выходе. Ранее представитель Уолтер Б. Джонс-младший направил письмо председателю республиканской конференции Кэти МакМоррис Роджерс, в котором говорилось, что любые кандидаты на руководящую должность, совершившие «проступки», должны отказаться от участия в гонке. Джонс заявил, что его комментарий не относился конкретно к Маккарти. Многие считали, что это относится к слухам о том, что у Маккарти была внебрачная связь с коллегой-представителем, Рене Элмерс, слух, который оба опровергли; основания для такого утверждения и толкования неясны.

### Работа лидером меньшинства

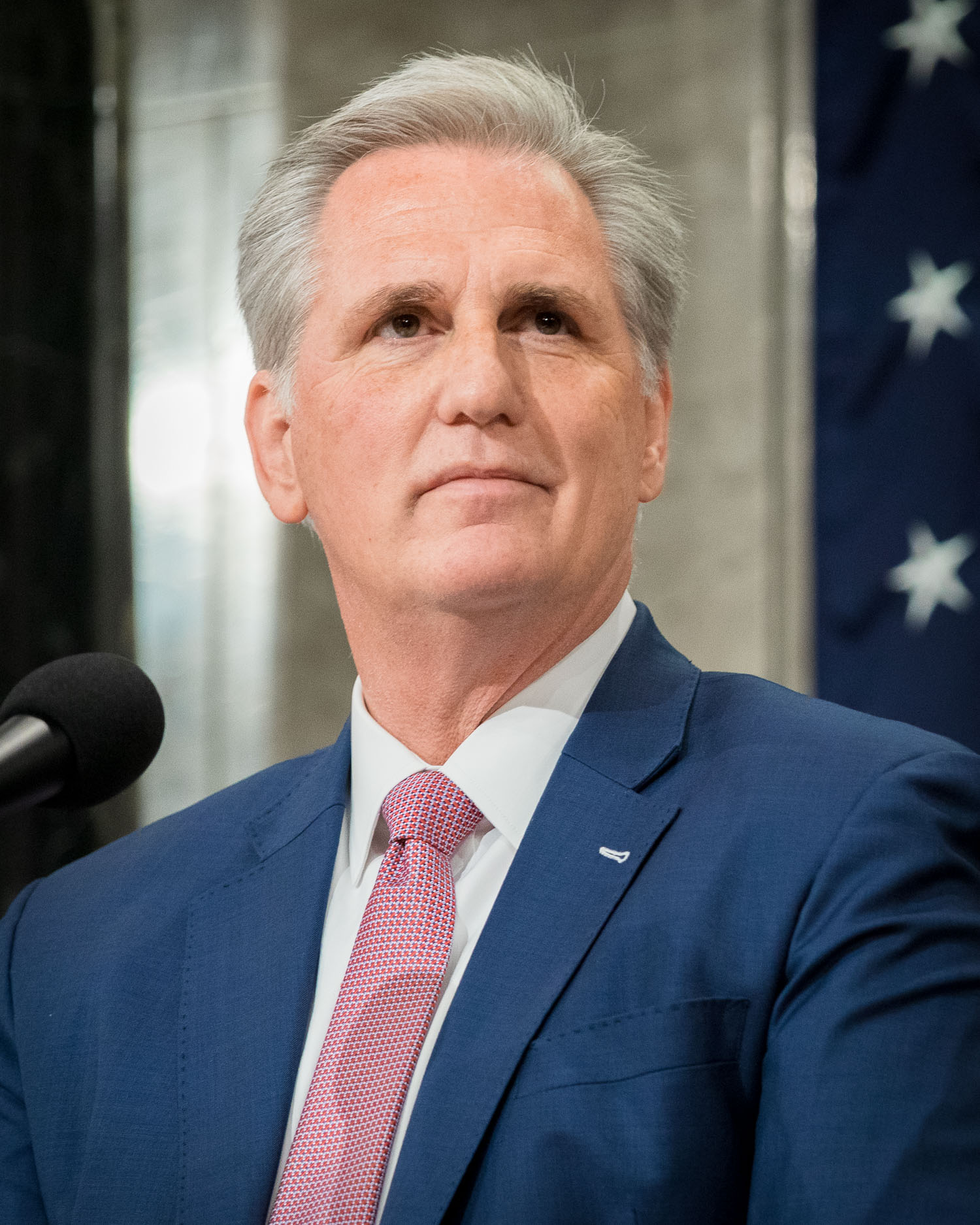
Маккарти во время 116-го Конгресса

После того, как республиканцы потеряли большинство на выборах 2018 года, Маккарти был избран лидером меньшинства в Палате представителей, выиграв внутрипартийное голосование, имея конкурента в лице конгрессмена правых взглядов Джима Джордана из Огайо, выиграв со счётом 159-43 Маккарти продолжил работать лидером республиканцев.
Маккарти по-прежнему решительно поддерживал Дональда Трампа, начиная с 2016 года. Как лидер меньшинства, Маккарти оставался близким союзником Трампа, поддерживая единство фракции республиканцев в поддержку Трампа и против его импичмента по двум статьям импичмента, возникшим в результате скандала между Трампом и Украиной. Маккарти связан с ключевыми фигурами в усилиях Трампа по привлечению украинского правительства к дискредитации Джо Байдена, политического оппонента Трампа; такими фигурами были Лев Парнас, Рудольф В. Джулиани и Роберт Ф. Хайд.
Как и Трамп, Маккарти поддержал Марджори Тейлор Грин, кандидата от республиканцев в 2020 году на место в Палате представителей США от северо-западной Джорджии. Расистские, антисемитские комментарии Грин в прошлом и её продвижение QAnon (ультраправой теории заговора) заставили других республиканцев дистанцироваться от неё. Маккарти не предпринял шагов, чтобы помешать выдвижению Грин, и не поддержал своего оппонента на республиканских первичных выборах во втором туре. После выдвижения Грин Маккарти осудил маргинальный заговор, заявив, что «QAnon нет места в Республиканской партии», и сказал, чтобы Грин дистанцировалась от своих предыдущих заявлений. В 2020 году Маккарти спросили о ложных утверждениях Трампа о том, что Джо Скарборо (ведущий MSNBC и бывший конгрессмен-республиканец) был связан со смертью сотрудника; в то время как несколько республиканцев в Палате представителей критиковали Трампа за его подстрекательскую и ложную риторику, Маккарти отказался разделить их позицию.

Маккарти с другими лидерами Конгресса в январе 2020 года

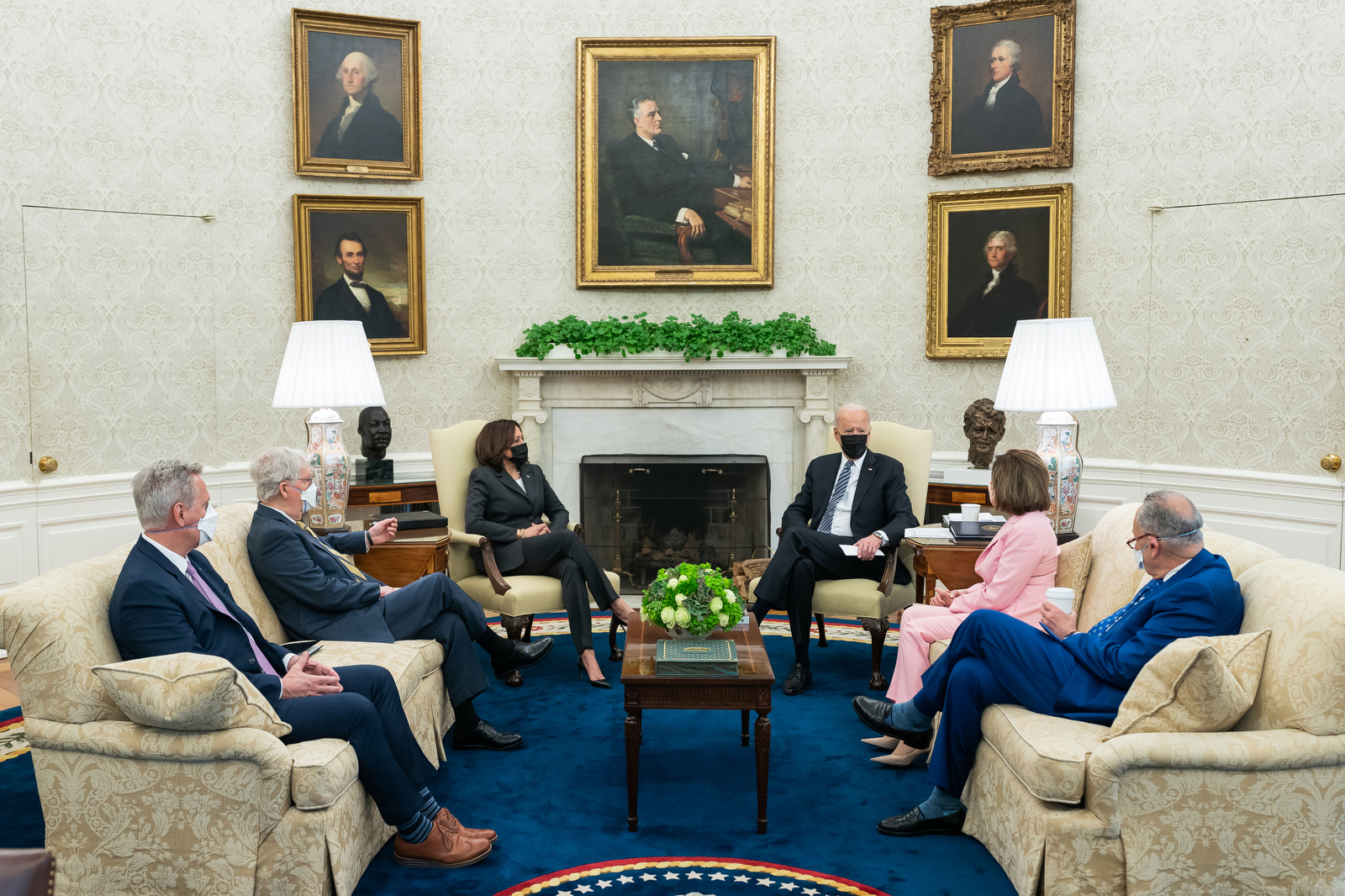
Маккарти, Митч МакКоннелл, Чак Шумер и Нэнси Пелоси встречаются с президентом Джо Байденом и вице-президентом Камалой Харрис в мае 2021 года

В мае 2020 года, во время пандемии коронавируса, Маккарти и республиканцы Палаты представителей подали иск, чтобы запретить Палате представителей разрешить удалённое голосование по доверенности представителями — мера, которая была введена при спикере Нэнси Пелоси для предотвращения распространения коронавируса в Капитолии. Маккарти и другие истцы утверждали, что кворум членов должен физически присутствовать в палате для ведения дел; Пелоси защищала правило как важную меру общественного здравоохранения и указывала на положение Конституции, разрешающее каждой палате Конгресса устанавливать свои собственные процедурные правила. В августе 2020 года федеральный судья отклонил иск Маккарти против Пелоси, постановив, что Палата представителей имеет «абсолютный иммунитет от гражданского иска» в соответствии с положениями Конституции о речи или дебатах.
В ноябре 2020 года, после президентских выборов 2020 года, Маккарти настаивал на телешоу Лоры Ингрэм о том, что «президент Трамп победил на этих выборах» — повторяя собственное утверждение Трампа, — даже несмотря на то, что подсчёт голосов продолжался в нескольких штатах Маккарти намекнул, что крупномасштабное мошенничество на выборах приведет к проигрышу Трампа, сказав: «Все, кто слушает: не молчите. Не молчите об этом. Мы не можем допустить, чтобы это произошло на наших глазах».
В декабре 2020 года Маккарти был одним из 126 республиканских членов Палаты представителей, которые подписали протокол amicus в поддержку дела Техас против Пенсильвании, иска, поданного в Верховный суд США, оспаривающего результаты президентских выборов 2020 года. Джо Байден одержал победу над действующим Дональдом Трампом, когда Верховный суд отказался рассматривать дело на том основании, что Техас не имел права в соответствии с 3 статьёй Конституции оспаривать результаты выборов, проведённых в другом штате. В марте 2021 года Маккарти отрицал, что поддерживал ложные утверждения Трампа о фальсификации выборов, хотя он поддержал Техас против Пенсильвании, который стремился отменить результаты голосования в четырёх штатах, и проголосовал за резолюцию Палаты представителей об отмене результатов голосования в двух штатах.
Спикер палаты представителей Нэнси Пелоси выступила с заявлением, в котором назвала подписание протокола amicus актом «подрывной деятельности в отношении выборов». Кроме того, Пелоси сделала выговор Маккарти и другим членам Палаты представителей, которые поддержали иск: «126 республиканцев, подписавших этот иск, бесчестили Палату. Вместо того, чтобы выполнить свою клятву поддерживать и защищать Конституцию, они решили подорвать Конституцию и подорвать доверие общества к нашим священным демократическим институтам». Представитель Нью-Джерси Билл Паскрелл, цитируя третий раздел 14-й поправки, призвал Пелоси не усаживать Маккарти и других республиканцев, подписавших протокол в поддержку иска. Паскрелл утверждал, что «текст 14-й поправки прямо запрещает членам Конгресса участвовать в восстании против Соединённых Штатов. Попытка отменить демократические выборы и установить диктатора кажется довольно ярким примером этого».
6 января 2021 года, через несколько часов после штурма Капитолия, Маккарти проголосовал против подтверждения победы Байдена в двух штатах. Дэйв Вассерман, редактор Дома политических репортажей Кука, позже сообщил, что Маккарти несколько раз говорил ему до этого голосования, что он знал, что Байден победил. Позже он отрицал, что это было голосование с целью отменить выборы, потому что Байден всё равно победил бы без этих двух штатов. Он, наконец, признал Байдена избранным президентом 8 января, более чем через два месяца после выборов.
Через неделю после штурма Маккарти выступил с речью, в которой возложил на Трампа частичную ответственность за беспорядки. Он подчеркнул тот факт, что Трамп не вмешался после первоначальной телетрансляции, показывающей, что демонстрация перерастает в жестокое нападение. Позже он сказал, что не верил, что Трамп спровоцировал мафию. 28 января Маккарти нанес одиночный визит экс-президенту в его резиденцию Мар-а-Лаго. Официально эта тема была заявлена как «восстановление утраченных голосов на промежуточных выборах 2022 года», но широко освещалась как попытка наладить отношения с Трампом и уменьшить напряжённость внутри Республиканской партии.
Конгрессмен Хайме Эррера Бойтлер заявила во время второго судебного процесса по импичменту Дональда Трампа, что тогдашний президент сказал Маккарти во время продолжающейся атаки бунтовщиков на Капитолий: «Что ж, Кевин, я думаю, эти люди больше расстроены выборами, чем вы». Она не была вызвана в качестве свидетеля, но её показания были включены в документы об импичменте.
В апреле 2021 года, перед заключительными аргументами в суде над Дереком Шовином, Максин Уолтерс сказала: «Я надеюсь, что мы получим вердикт, который будет „признан виновным, виновным, виновным“. А если мы этого не сделаем, мы не сможем уйти». Далее она заявила, что им нужно стать «более конфронтационными». После этих комментариев Маккарти сказал: «Уотерс подстрекает к насилию в Миннеаполисе — точно так же, как она разжигала это в прошлом. Если спикер Пелоси не выступит против этой опасной риторики, я подам иск на этой неделе».
Из-за её позиции по поводу беспорядков в Капитолии, её голоса за импичмент Трампа и открытого противодействия его фальшивой информации о выборах, в начале 2021 года члены фракции сторонников свободы Трампа попытались сместить Лиз Чейни с поста председателя Республиканской конференции Палаты представителей, третий — Рейтинговая позиция в руководстве Республиканского Дома. Первоначальная попытка провалилась, но все большее число республиканцев Палаты представителей поддержали её удаление; Маккарти согласился на партийное голосование в мае, что привело к отставке Чейни. Через несколько часов после голосования Маккарти заявил: «Я не думаю, что кто-то ставит под сомнение легитимность президентских выборов», хотя опрос CNN, опубликованный за несколько дней до этого, показал, что 70 % республиканцев действительно верили в информацию о фальсификации выборов.
Маккарти объявил 18 мая 2021 года, что теперь он выступает против двухпартийного соглашения в Палате представителей о создании независимой комиссии для расследования штурма Капитолия. Маккарти попросил конгрессмена Джона Катко, члена его команды, провести переговоры с демократами от имени фракции относительно комиссии. Маккарти уточнил Катко, чего хочет он и лидер меньшинства в Сенате Митч Макконнелл, и успешно получил почти все, о чём просил. Маккарти также заявил, что любое расследование должно включать другие события политического насилия, что возможно при согласованных условиях. Маккарти встал на сторону других республиканцев, которые пытались преуменьшить значение этого вопроса и двигаться дальше. После того, как спикер палаты представителей Нэнси Пелоси в июне 2021 года объявила о создании специального комитета для расследования атаки на Капитолий, в который войдут пять членов-республиканцев, Маккарти пригрозил отстранить республиканцев от назначений комитета, если они согласятся участвовать.

## Спикер Палаты представителей
7 января 2023 года стал 55-м спикером Палаты Представителей в 15-м туре голосования в палате.

### Отстранение
29 сентября 2023 года законопроект Маккарти о финансировании федерального правительства, включая значительное сокращение государственных расходов и строгую пограничную политику, не был принят Палатой представителей после того, как 21 крайне правый республиканец отказались поддержать его, раскритиковав предложенные реформы как незначительные и недостаточные; если бы законопроект о финансировании не был принят, 1 октября 2023 года произошла бы приостановка работы правительства. 30 сентября Маккарти представил законопроект о временном финансировании без значительного сокращения государственных расходов, но также и без финансирования Украины; этот законопроект был принят Палатой представителей при поддержке 209 демократов и 126 республиканцев, в то время как 1 демократ и 90 республиканцев проголосовали против. Закрытие правительства было предотвращено, когда Сенат принял законопроект, а президент Джо Байден подписал его. Затем Маккарти заявил СМИ, что «демократы пытались сделать всё возможное, чтобы не допустить принятия [моего законопроекта о государственном финансировании]».
После финансирования правительства при поддержке демократов Маккарти сказал: «Если кто-то хочет отстранить меня, потому что я хочу быть взрослым в комнате, попробуйте». 3 октября 2023 года конгрессмен-республиканец Мэтт Гетц подал ходатайство об отставке спикера Маккарти из-за недовольства работой Маккарти над двухпартийной сделкой. Голосование прошло при 216 голосах «за» и 210 — «против», что отстранило Маккарти от должности спикера Палаты представителей. Это был первый случай в истории Соединённых Штатов, когда Палата представителей отстранила своего спикера от должности. Среди тех, кто проголосовал за отстранение Маккарти, были восемь республиканцев из Палаты представителей: Мэтт Гетц, Энди Биггс, Кен Бак, Тим Берчетт, Илай Крейн, Боб Гуд, Нэнси Мэйс и Мэтт Розендейл. После голосования Маккарти объявил, что больше не будет претендовать на пост спикера.

## Политические взгляды

### Аборты
В 2003 году, будучи лидером меньшинства в собрании штата, Маккарти «поддерживал большинство прав на аборт, но выступал против того, чтобы тратить налоговые доллары на аборты». К 2015 году, однако, Маккарти, согласно The Washington Post, был «стойким защитником прав на аборты». Маккарти является сторонником Поправки Хайда (положение, ежегодно возобновляемое Конгрессом с 1976 года, которое запрещает федеральные фонды для абортов), а в 2011 году выступил соавтором законопроекта «Закон об отказе от финансирования абортов налогоплательщиками», чтобы сделать поправку Хайда постоянной. Этот законопроект был особенно противоречивым, потому что он предусматривал исключение для финансирования прерывания беременности, вызванной только «насильственным изнасилованием», что побудило активистов, выступающих за права на аборт, назвать этот закон новым определением изнасилования. Маккарти выступает против закона штата Калифорния, который требует от планов медицинского страхования «нейтрально относиться к страхованию абортов и страхованию материнства и обеспечивать и то, и другое», полагая, что этот закон нарушает поправку Уэлдона (Weldon Amendment) и другие федеральные законы. Маккарти получил 100 % рейтинг от Национального комитета по праву на жизнь и 0 % от NARAL Pro-Choice America.
Маккарти проголосовал за то, чтобы лишить федерального финансирования программы «Планируемое отцовство» около 500 миллионов долларов.

### COVID-19
17 сентября 2020 года Маккарти проголосовал против резолюции 908 Палаты представителей, указывающей на видимость факта расизма в отношении американцев азиатского происхождения, связанный с пандемией COVID-19. Маккарти сказал, что эта резолюция была «пустой тратой времени», и далее: «В основе этой резолюции лежит абсурдное представление о том, что называть вирус вирусом Ухань или китайским вирусом — это то же самое, что способствовать насилию в отношении азиатских американцев».

### Дональд Трамп

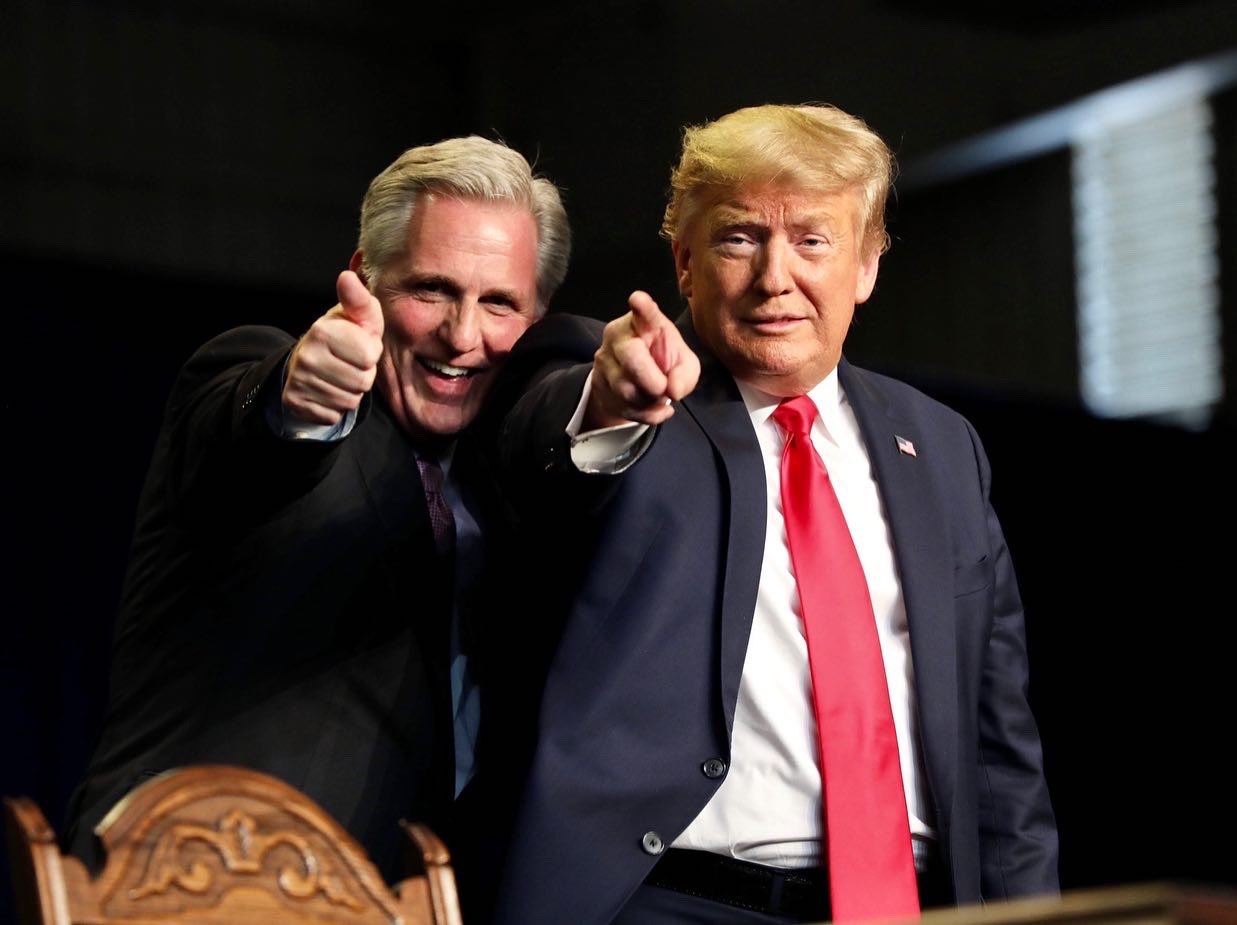
Маккарти с Дональдом Трампом в Бейкерсфилде, Калифорния, 2019 год

Маккарти был одним из первых сторонников Трампа на республиканских президентских праймериз 2016 года, заявив, что «интенсивность» Трампа может помочь республиканцам получить места в Палате представителей. Маккарти также полагал в частной переписке с руководством Республиканской партии в 2016 году, что предположение того, Путин платит Трампу, является глупой шуткой.
После промежуточных выборов 2018 года, на которых демократы получили большинство в Палате представителей, Маккарти заявил, что демократы не должны расследовать дела президента Дональда Трампа. Он охарактеризовал расследования Трампа как «небольшую повестку дня» и что «Америка слишком великая нация, чтобы иметь такую небольшую повестку дня». Он сказал, что в отношении Трампа уже ведётся расследование «в течение длительного периода времени». Маккарти и другие республиканцы в Палате представителей много лет расследовали роль Хиллари Клинтон в предпосылках нападения исламистов на посольство и убийство посла США в Бенгази в 2012 году. В 2015 году Маккарти заявил, что расследование, которое не обнаружило доказательств правонарушений со стороны Клинтон, повредило республиканцам в общественном мнении.
В 2019 году Маккарти защищал правительственных чиновников, тратящих деньги на курортах, принадлежащих президенту Трампу. Он сказал, что нет никакой разницы между правительственными чиновниками, тратящими деньги в отелях, принадлежащих Трампу, и в других отелях.
В октябре 2019 года Маккарти заявил, что «президент не сделал ничего плохого» в отношении президента Трампа, который потребовал от президента Украины начать расследование в отношении кандидата в президенты от демократов 2020 года Джо Байдена. Маккарти добавил: «Президент не расследовал действия конкурента кампании, президент пытался докопаться до сути, точно так же, как каждый американец хотел бы знать, почему у нас есть этот обман с Россией, который фактически начался на Украине».
В том же месяце, когда Трамп сказал, что «Китай должен начать расследование в отношении Байденов», Маккарти вскоре после этого обратился к Fox & Friends, чтобы сказать: «Посмотрите, что сказал президент — он не говорит, что Китай должен расследовать».

### Внешняя политика
В ходе пресс-конференции 2 мая 2023 года Маккарти резко ответил российскому пропагандисту на вопрос о поддержке Украины: «Он, что, сказал, что я не поддерживаю помощь Украине? Нет, я голосую за помощь Украине. Я поддерживаю помощь Украине. А не поддерживаю я то, что с Украиной сделала ваша страна. И то, что Вы убиваете детей. Россия должна вывести войска, а мы продолжим поддерживать, поскольку остальной мир видит ситуацию такой, какая она есть».
На пресс-конференции по поводу отрешения от должности спикера сравнил Владимира Путина с Гитлером, а общую ситуацию вокруг Украины с Европой 1930-х годов. Подверг критике президента Байдена за колебания по вопросу вооружения Украины.

### Экология

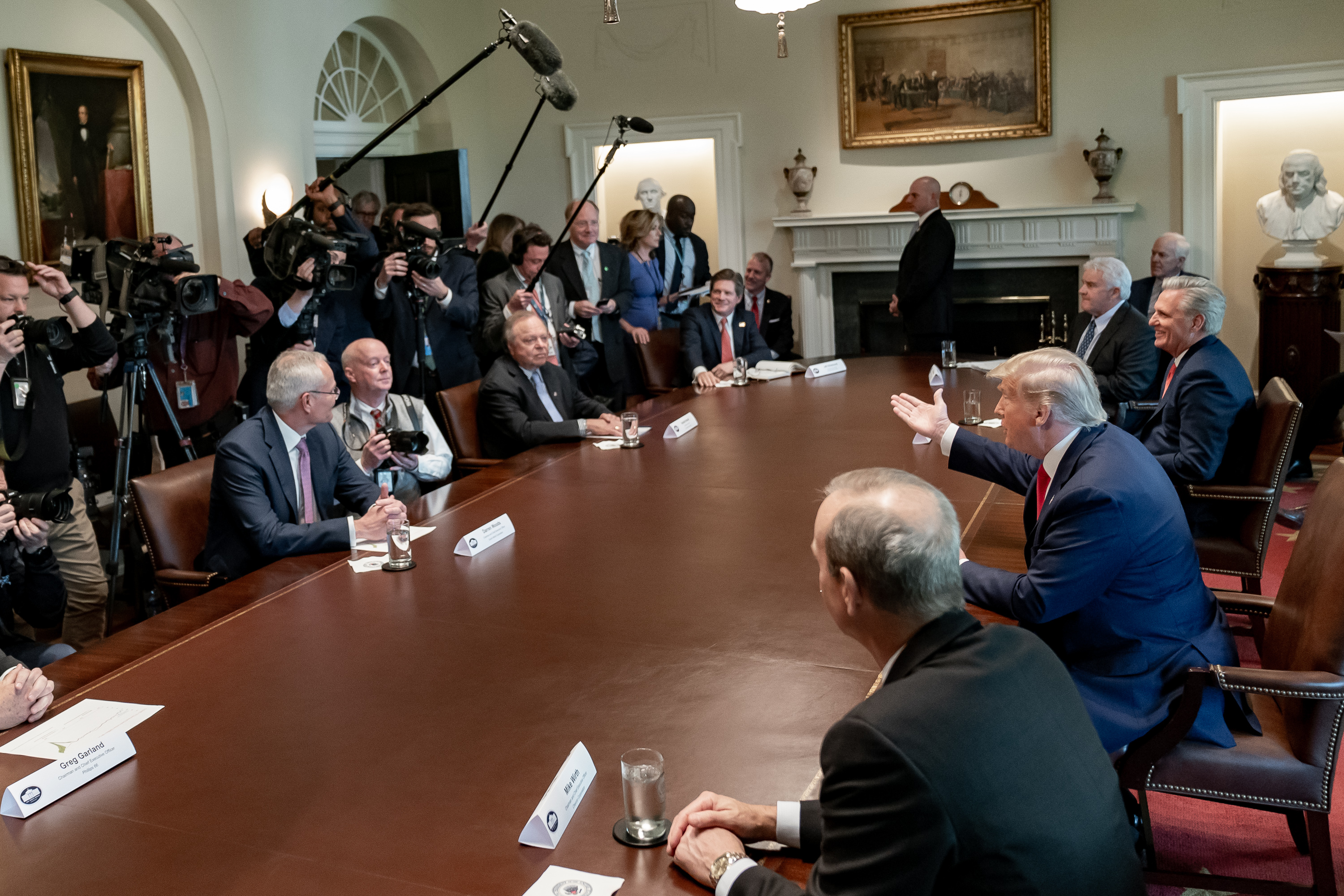
Встреча президента Трампа и Маккарти с руководителями энергетического сектора в апреле 2020 года

Маккарти часто враждовал с экологическими группами; Лига избирателей за охрану природы дала ему пожизненную оценку в 3 % по состоянию на 2015 год. Маккарти не принимает научный консенсус по изменению климата по состоянию на 2014 год. Он был главным противником плана президента Обамы по сокращению выбросов парниковых газов от угольных электростанций. Он выступал против регулирования утечек метана из буровых установок на ископаемом топливе, характеризуя их как «бюрократические и ненужные». В 2015 году Маккарти выступил против участия США в глобальных усилиях по борьбе с изменением климата. Когда в 2015 году началась Конференция Организации Объединённых Наций по изменению климата, Маккарти объявил, что будет выступать против международного соглашения по изменению климата. В 2017 году Маккарти возглавил усилия республиканцев Палаты представителей по использованию Закона о пересмотре Конгресса для отмены ряда экологических норм, принятых при администрации Обамы. Хотя Маккарти когда-то поддерживал федеральную налоговую льготу на производство ветроэнергетики, он выступил против её продления в 2014 году.
В 2011 году Маккарти был основным автором «Закона о высвобождении дикой природы и бездорожных территорий» (H.R. 1581), закона, отменяющего статус охраняемых территорий с 60 миллионов акров общественных земель. Согласно законопроекту, будут сняты меры по охране бездорожных территорий и районов исследования дикой природы, а обширные участки земли будут открыты для новых промышленных разработок (таких как лесозаготовка, добыча полезных ископаемых и добыча ископаемого топлива). Законопроект подвергся резкой критике со стороны защитников природы и бывшего министра внутренних дел Брюса Бэббита.
Совсем недавно, как лидер меньшинства Палаты представителей, Маккарти предложил несколько экологических законопроектов, направленных на решение проблемы изменения климата, которые были описаны как «узкие» и «скромные». Они включают положения о предоставлении налоговой скидки на технологии улавливания углерода и посадку деревьев. Реакция представителей республиканцев была неоднозначной. Консервативные группы, включая Клуб роста, Институт конкурентоспособного предпринимательства и Американский энергетический альянс, выступили против этих мер, в то время как другие, такие как ClearPath, их поддержали. Маккарти считает, что молодые избиратели обеспокоены изменением климата, и предупредил, что республиканцы рискуют своей жизнеспособностью на выборах в долгосрочной перспективе, игнорируя или отрицая этот вопрос. Он сказал: «Мы действительно должны сделать что-то другое, чем мы делали до сих пор [в отношении изменения климата]. Для 28-летнего человека окружающая среда — это проблема № 1 и № 2».

## Награды
- Медаль Мхитара Гоша (16 декабря 2021 года, Армения) — по случаю 30-летия установления дипломатических отношений между Республикой Армения и Соединёнными Штатами Америки, за значительный вклад в укрепление и развитие армяно-американских дружественных отношений и защиту общечеловеческих ценностей[122].